# St. Blasius (Ahlshausen)

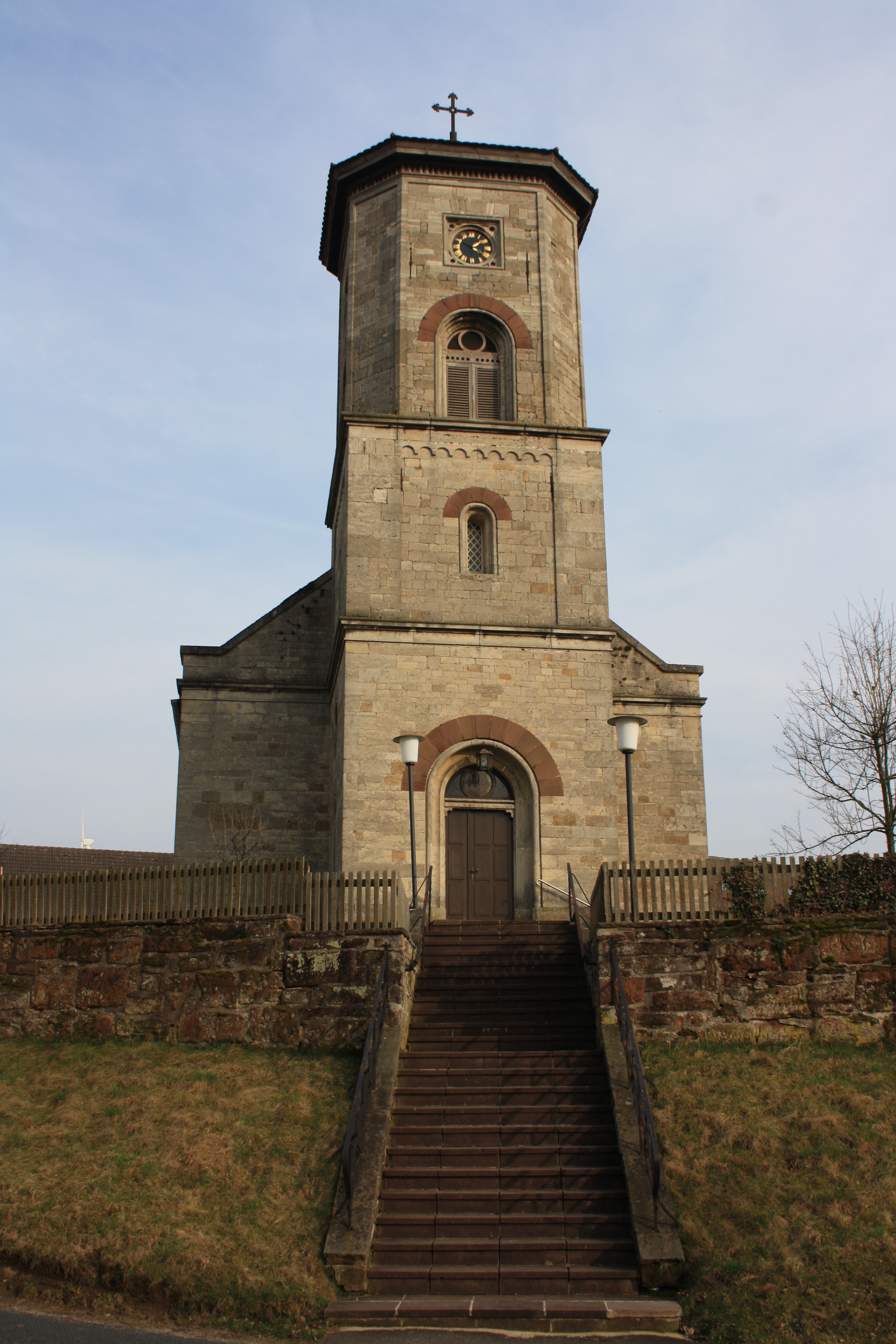
St. Blasius

Die evangelisch-lutherische Kirche St. Blasius steht in der Ortslage Ahlshausen des Ortsteils Ahlshausen-Sievershausen der Stadt Einbeck im Landkreis Northeim von Niedersachsen. Die Kirche steht unter Denkmalschutz. Die Kirchengemeinde gehört zur Propstei Gandersheim-Seesen in der Evangelisch-lutherischen Landeskirche in Braunschweig.

## Beschreibung
Die erste Saalkirche stammt von 1601. Sie wurde 1711 erneuert. An das Langhaus schließt sich ein eingezogener rechteckiger Chor an. Ihren neuromanischen Kirchturm erhielt sie erst Mitte des 19. Jahrhunderts. Das Langhaus und der Chor sind mit Satteldächern bedeckt, der Kirchturm mit einem flachen achtseitigen Zeltdach. 
An der Empore im Norden steht ein barockes Kruzifix zwischen Statuetten der zwölf Apostel, die aus einem geschnitzten Altar vom Anfang des 16. Jahrhunderts, die zeitweise am Kanzelaltar angebracht waren. Die sonstige Kirchenausstattung ist barock. Der Rahmen eines ehemaligen Kanzelaltars ist von 1716. Die Predella hat  Reliefs mit den vier Evangelisten. Bei der letzten Restaurierung wurde ein Relief von der Kreuzigung von 1738 eingefügt. An der Südwand befindet sich ein Relief von der Auferstehung von 1739. Der Pastorensitz ist zwischen dem Aufgang zur ehemaligen Kanzel und Priechen eingezwängt. Die Brüstung der Empore im Westen ist mit Ornamenten vom Anfang des 17. Jahrhunderts dekoriert. Die Deckenmalerei stammt vom Ende des 19. Jahrhunderts. Die Orgel mit 17 Registern, verteilt auf zwei Manuale und ein Pedal, wurde 1914 von Faber & Greve gebaut. Im Turm läutet eine der ältesten Glocken der Region. Sie besitzt eine Inschrift in Form romanischer Majuskeln und wurde im späten 12. Jahrhundert gegossen. Eine weitere, größere Glocke stammt aus dem Jahre 1956.